# Tenebuk Kp. Baru
Tenebuk Kp. Baru is een bestuurslaag in het regentschap Aceh Tengah van de provincie Atjeh, Indonesië. Tenebuk Kp. Baru telt 690 inwoners (volkstelling 2010).